# Érase una grieta
Érase una grieta es el episodio número 42 de la serie de televisión Aquí no hay quien viva, y pertenece a la tercera temporada de la misma. Se estrenó con 6.320.000 espectadores y un 31'5% de cuota de pantalla.

## Trama
Para que Bea no se vaya a vivir con Rosa, Mauri busca albañiles para hacer una habitación adicional para el niño en su casa, pero los albañiles le fallan en el último momento y como medida desesperada encarga la faena a Paco y Mariano. Carlos, supuestamente acosado por Alba desde su romance en Nochevieja, pide refugio a Lucía, diciendo que se quedará en su casa únicamente como amigo, pero su faceta responsable le hace enamorarse de él. Isabel se va a vivir con Juan, y Andrés se va al ático con Roberto, que desconfía de los propósitos de Carlos. Nieves se niega a dejar la casa de su hermano y une los dos pisos, el de Isabel y el de Juan, rompiendo un muro que es de carga y le abre una grieta a Lucía en su habitación, delatando así la reforma de los Cuesta. 
Molestas por la reforma, Marisa, Vicenta y Concha suben a la casa de Isabel a hacerle una gotera a Mauri en su casa. Como respuesta a ello, Mauri hurta el perro a Vicenta. Lucía besa a Carlos, pero su amor se rompe cuando tiende una trampa Roberto trayendo a Alba a su casa y descubriendo que en realidad no acosa a Carlos y que era una excusa para estar con Lucía y poder enamorarla. Roberto y Carlos, desatados ambos, se pelean por todo el edificio, terminando haciendo estragos en el videoclub. Los vecinos entran en una batalla campal debido al secuestro del perro de Vicenta y las obras de los Cuesta, que acaban haciendo que Andrés pierda los nervios y sufra una angina de pecho. Arrepentidos, los vecinos hacen las paces: Mauri devuelve el perro a Vicenta y tira abajo la habitación nueva y Juan promete dejar la reforma. Emilio y Belén, aunque su relación haya acabado, se acuestan espontáneamente y Belén no había tomado la píldora, lo que les hace pensar que se ha podido quedar embarazada.